# San Paolo Bel Sito
San Paolo Bel Sito (Santu Paulo in napoletano) è un comune italiano di 3 371 abitanti della città metropolitana di Napoli in Campania.

## Storia
Gli originari abitanti di San Paolo provenivano dalla retrostante collina di Cicala, dalla cui sommità discesero - attratti dalle migliori condizioni dei luoghi - per dedicarsi alla coltura dei campi. Alcuni fondarono così i primi nuclei abitativi denominati "San Paolo", "Liber" (Liveri) e "Bardi" (l'attuale frazione Livardi), mentre altri si congiunsero ai nuclei abitativi già esistenti di Marzano (Marzano di Nola) e Casamarciano. Il nucleo più importante dovette essere proprio San Paolo, così denominato in onore del Santo egiziano San Paolo di Tebe, vissuto verso la seconda metà del III secolo d.C. (228 circa-335 circa) e considerato dalla tradizione cristiana il primo santo eremita.
Col tempo le attività dei tre originari nuclei abitativi si diversificarono, e mentre gli abitanti di San Paolo si dedicarono prevalentemente all'artigianato e quelli di Livardi all'agricoltura, quelli di Liveri invece iniziarono a coltivare le arti liberali.
Il comune si sviluppa lungo l'asse Nola-Lauro-Palma Campania che ricalca, secondo alcuni studiosi, il tracciato dell'antica via Popilia. Importanti rinvenimenti archeologici nelle località Vigna, Montesano e Campo Stella, testimoniano l'intensa occupazione dell'area sia in epoca protostorica che romana. All'età del Bronzo Antico è riferibile l'eccezionale scoperta degli scheletri di due individui morti a causa dell'eruzione vulcanica cosiddetta delle “Pomici di Avellino” (XIX-XVIII secolo a.C.). Altri rinvenimenti si riferiscono ad un abitato del Bronzo Finale (XI-X secolo a.C.), ai resti di un tempio italico (IV-III secolo a.C.), a quelli di una villa romana del tardo periodo repubblicano-prima età imperiale nonché a sepolcreti con tombe sannitiche e romane.
L'insediamento odierno di San Paolo sembra abbia avuto origine in epoca tardo medievale – come attestano fonti coeve del XIII e XIV secolo – dall'unione e dalla successiva fusione di due nuclei abitativi separati, ognuno con la propria chiesa parrocchiale, presenti sul territorio.
L'appellativo “Bel Sito” fu aggiunto al toponimo originario dopo l'unità d'Italia, col regio decreto 14 dicembre 1862, n. 1078. Tale misura fu adottata per distinguere la località da altre con simile nome, ed essendo Bel Sito una trasposizione del greco ghè kalè (terra bella), da cui deriverebbe il nome di Cicala, si sono volute pure ricordare le origini del paese.
Fino al 1927 appartenne alla provincia di Terra di Lavoro, passando in seguito alla provincia di Napoli, insieme agli altri comuni del soppresso circondario di Nola.
La felice posizione geografica, congiunta alla bellezza naturale del paesaggio, contribuì, dalla fine del XVIII fino agli inizi del XX secolo, a far assumere al paese il ruolo di ricercato luogo di villeggiatura da parte dell'aristocrazia partenopea. Testimonianza di questo passato recente sono molte di quelle nobili dimore ed una in particolare, villa Montesano, posta su una modesta altura appena fuori dal centro abitato del paese. Vi soggiornò Domenico Cimarosa, che qui compose Il matrimonio segreto. La villa è ricordata per il devastante incendio del 30 settembre 1943 operato dalle truppe tedesche in ritirata, nel quale andarono distrutti molte opere d'arte e documenti dell'Archivio di Stato di Napoli e di altre istituzioni, qui trasferiti durante la seconda guerra mondiale; l'entità dei danni fu immensa: ne è esempio indicativo il Registro di Federico II del 1239-40, i 378 volumi contenenti gli atti dei sovrani angioini dal 1265 al 1434 e i 7232 volumi della Regia Camera della Sommaria.

## Monumenti e luoghi d'interesse

### Architetture religiose
- Chiesa di San Paolo Eremita. È la chiesa principale del paese. Eretta nel 1589, è contraddistinta da un soffitto finemente decorato che racchiude tre grandi tele di Nicola Cacciapuoti, e da un imponente organo settecentesco.

### Architetture civili
- Palazzo Accinni
- Palazzo De Ferrante
- Villa Montesano
- Villa Bellosguardo
- Villa Simonelli
- Villa Tiglio
- Palazzo Mastrilli
- Palazzo Contieri
- Palazzo De Marco
- Palazzo Piciocchi
- Villa Imperiale (ex clinica Villa Maria)
- Villa de Clario
- La Vigna

## Società

### Evoluzione demografica
Abitanti censiti

## Economia
Centro agricolo (nocciole, olive, ortaggi, frutta), dell'allevamento (bovini) e industriale (alimentari).

## Amministrazione
| Periodo | Periodo   | Primo cittadino  | Partito                            | Carica                  | Note |
| ------- | --------- | ---------------- | ---------------------------------- | ----------------------- | ---- |
| 1988    | 1993      | Luigi Riccio     | Democrazia Cristiana               | Sindaco                 |      |
| 1993    | 1993      | Attilio Pierro   | Democrazia Cristiana               | Sindaco                 |      |
| 1994    | 1996      | Adriana Orefice  | commissario                        | Sindaco                 |      |
| 1996    | 2000      | Ciro Vecchione   | Partito Democratico della Sinistra | Sindaco                 |      |
| 2000    | 2002      | Raffaele Riccio  | Forza Italia                       | Sindaco                 |      |
| 2002    | 2004      | Elda Dainelli    | commissario                        | Sindaco                 |      |
| 2004    | 2005      | Vincenzo Lubrano |                                    | Commissario prefettizio |      |
| 2005    | 2010      | Raffaele Riccio  | Forza Italia                       | Sindaco                 |      |
| 2010    | 2015      | Manolo Cafarelli | Libertà democratica progresso      | Sindaco                 |      |
| 2015    | 2020      | Manolo Cafarelli | Insieme per il Bel Sito            | Sindaco                 |      |
| 2020    | In carica | Raffaele Barone  | Uniti per il Bel Sito              | Sindaco                 |      |